# Return of the Dark Side

Return of the Dark Side es la sexta novela de la serie The Last of the Jedi, basada en el universo de Star Wars, escrita por Jude Watson. Fue publicada por Scholastic Press en inglés en diciembre de 2006. En español su publicación no está prevista y el título se traduciría como "Retorno del Lado Oscuro".

## Argumento
Ferus Olin permanece en Samaria en su rol de agente doble. Su nuevo trabajo consiste en contactar con la resistencia en Samaria para ofrecerles su mismo trato, amnistía a cambio del cese de sus actividades. Ferus piensa que es una buena oportunidad para contactar con los miembros de la resistencia y a través del Primer ministro, Aaren Larker, logra dar con ellos, sus nombres en clave eran “Nek”, “Dinko” y “Firefolk”. 
Mientras Trever Flume, Astri Oddo y Lune Divinian, Raina Quill, Toma, Clive Flax, y Oryon permanece en el asteroide-base, incluyendo a los Jedi Garen Muln y Solace. Toma recibe el contacto de una mujer llamada Flame, rica y dispuesta a financiar a una red rebelde a escala galáctica uniendo las distintas resistencias, un movimiento llamado “Moonstrike”, debatiendo sobre quien debería ir a hablar con ella, ya que él se encuentra enfermo, el joven Trever se escapa él sólo a Samaria al encuentro de Flame llevándose la única nave del asteroide.
Ferus no sabía porque el Imperio tenía tanto interés en Samaria, pero finalmente descubre que la unión tecnológica de Samaria y Rosha permitiría la creación de un droide capaz de transferir grandes cantidades de información.
Trever se reúne con Flame quien rápidamente gana su confianza y Trever planea capturar los droides de Bog que intenta evitar la creación de una rebelión en Samaria y a la vez contactar con Ferus.
En Samaria, “Nek” contacta con Ferus diciéndole que Bog Divinian sigue con sus planes para llegar al poder, y que para ello está intentando evitar un acuerdo entre Samaria y su vecino competidor, Rosha. Ha planeado un atentando fallido, donde al recibir la visita de una delegación de Rosha, aparentemente un agente de Rosha le ataca a través de unos droides roshanos que eran propiedad del propio Bog. 
Darth Vader sospecha de Ferus y le ordena atrapar al ladrón amenazando con arrestar a grandes sectores de la población si no lo hace. Ferus captura al aparente agente de Rosha y descubre que este no era otro que Trever intentando llegar a contactarle. En realidad Trever había robado el droide para extraer información. Ferus devuelve el droide a Bog y deja libre a Trever, pero descarta ir a visitar a Flame.
El primer ministro Aaron Larker se hace pasar por el agente de Rosha, pensando que su popularidad entre los habitantes de Sath le mantendría con vida, no fue así y Darth Vader mandó asesinarlo una vez se había entregado.
Ferus creyó en peligro a la delegación de Rosha y mandó a Flame y Trever que los evacuaran a Rosha. Esto era justo lo que el Imperio quería y nada más llegar a Rosha unas naves espaciales que les estaban esperando acabaron con ellos., esta batalla fue transmitida por Holonet y Ferus creyó que en el ataque habían muerto también Trever y Flame. No fue así, ya que escaparon en el último momento, pero a Trever le quedó la duda de si ahora Ferus trabajaba de veras para el Imperio.
Tras la invasión de Rosha, la población aclamó tanto al Imperio como a Bog, que se había apuntado el tanto de descubrir al saboteador, y este fue elegido primer ministro de Samaria, su primera decisión fue eliminar los droides personales. Poco después sería elegido gobernador del sistema Leemurtoo que incluía Samaria y Rosha.